# Kreitsdag
De kreitsdag was het overlegorgaan van de afzonderlijke rijkskreitsen in het Heilige Roomse Rijk. 
De organisatie van de kreitsdag (Duits: Kreistag) is vergelijkbaar met die van de rijksdag. Het bijeenroepen van de kreitsdag gebeurde onregelmatig en in sommige kreitsen nooit. 
De prinsbisdommen, vorstendommen, abijden, graafschappen en rijkssteden die een zetel bezaten in de kreistdag waren de kreitsstanden. Veel kreitsstanden, maar niet allemaal waren ook rijksstand.